# Tafsir Malick Ndiaye
 (octobre 2020).
La mise en forme du texte ne suit pas les recommandations de Wikipédia : il faut le « wikifier ».
Les points d'amélioration suivants sont les cas les plus fréquents. Le détail des points à revoir est peut-être précisé sur la page de discussion.
- Les titres sont pré-formatés par le logiciel. Ils ne sont ni en capitales, ni en gras.
- Le texte ne doit pas être écrit en capitales (les noms de famille non plus), ni en gras, ni en italique, ni en « petit »…
- Le gras n'est utilisé que pour surligner le titre de l'article dans l'introduction, une seule fois.
- L'italique est rarement utilisé : mots en langue étrangère, titres d'œuvres, noms de bateaux, etc.
- Les citations ne sont pas en italique mais en corps de texte normal. Elles sont entourées par des guillemets français : « et ».
- Les listes à puces sont à éviter, des paragraphes rédigés étant largement préférés. Les tableaux sont à réserver à la présentation de données structurées (résultats, etc.).
- Les appels de note de bas de page (petits chiffres en exposant, introduits par l'outil «  Source ») sont à placer entre la fin de phrase et le point final[comme ça].
- Les liens internes (vers d'autres articles de Wikipédia) sont à choisir avec parcimonie. Créez des liens vers des articles approfondissant le sujet. Les termes génériques sans rapport avec le sujet sont à éviter, ainsi que les répétitions de liens vers un même terme.
- Les liens externes sont à placer uniquement dans une section « Liens externes », à la fin de l'article. Ces liens sont à choisir avec parcimonie suivant les règles définies. Si un lien sert de source à l'article, son insertion dans le texte est à faire par les notes de bas de page.
- La présentation des références doit suivre les conventions bibliographiques. Il est recommandé d'utiliser les modèles {{Ouvrage}}, {{Chapitre}}, {{Article}}, {{Lien web}} et/ou {{Bibliographie}}. Le mode d'édition visuel peut mettre en forme automatiquement les références.
- Insérer une infobox (cadre d'informations à droite) n'est pas obligatoire pour parachever la mise en page.

Pour une aide détaillée, merci de consulter Aide:Wikification.
Si vous pensez que ces points ont été résolus, vous pouvez retirer ce bandeau et améliorer la mise en forme d'un autre article.
Pour les articles homonymes, voir Ndiaye.
Tafsir Malick Ndiaye, né le 7 février 1953 à Kaolack (Sénégal) et mort le 8 mars 2024, est un juriste sénégalais, juge du Tribunal international du droit de la mer. 

## Biographie
Après avoir obtenu son premier diplôme de l'Institut des hautes études internationales de l'Université de Paris (Major de Promotion, 1980), il obtient un diplôme d'études approfondies en droit public, option : droit international public de l'Université Paris X Nanterre (mention bien et major de promotion, 1980). Il y obtient un autre diplôme d'études approfondies l'année suivante en sciences politiques, option : relations internationales. Il a également reçu un diplôme du Centre d’études et de recherches en droit international et en relations internationales de l'Académie de droit international de La Haye (1981).Certificat des Nations unies à l'issue du Stage annuel(1979).
Il occupe les postes d'Assistant à l'Université Paris X-Nanterre et simultanément d'Assistant au Collège de France dans la chaire de droit international du professeur René-Jean Dupuy. Il devient docteur d'État en droit de l'Université Paris X-Nanterre en 1984 avec la mention très honorable et les félicitations du jury.
Rentré à Dakar, il occupera le poste de directeur du Centre de recherche de la Faculté de droit de l'Université Cheikh Anta Diop de Dakar à partir de 1985.
Il sera nommé avocat-conseil et co-agent du gouvernement du Sénégal dans l'affaire de la délimitation de la frontière maritime entre le Sénégal et la Guinée-Bissau devant le Tribunal arbitral de Genève (1986-1989) puis la Cour internationale de justice de La Haye (1989-1991). Il a également été conseiller auprès du gouvernement du Sénégal sur la Sénégambie (1986), un consultant des Nations unies (a effectué plusieurs missions pour l'Organisation des Nations unies, à partir de 1989). Devenu conseiller du Gouvernement sénégalais lors des négociations relatives à la dette commerciale (souveraine) du Sénégal devant le Club de Londres (1989), il sera également rapporteur de la Commission nationale de réforme du code électoral sénégalais (1991).
Il a également été consulté et a participé comme expert à la Coalition mondiale pour l'Afrique (Washington, DC). Il est aussi un jurisconsulte et un professeur invité dans diverses universités. Professeur invité à l'Académie d'été de la Fondation internationale du droit de la mer (2008, 2009, 2010, 2011, 2012,2013,2014,2015,2016,2017) ; Professeur invité au Programme de renforcement des capacités dans le Règlement des différends internationaux (2009, 2010, 2012,2015.) de la Nippon Foundation.
Il a siégé dans plusieurs jurys de thèses. Membre du conseil scientifique de la revue de droit State Practice and International Law depuis le 13 février 2012.
Il est membre du Panel des Eminentes Personnalites (PEP) de l'African Center of International Law Practice (ACILP).
Il a été membre de la Chambre pour le règlement des différends relatifs aux fonds marins du Tribunal international du droit de la mer (1996-1999 ; 2011-...) ; il est membre de la Chambre de procédure sommaire et de la Chambre pour le règlement des différends relatifs à la délimitation maritime depuis 2008. Il a été élu à l'unanimité Président de la Chambre pour le règlement des différends relatifs aux pêcheries, le 6 octobre 2011. La Chambre pour le Règlement des différends relatifs aux pêcheries, constituée conformément à l'article 15, paragrahe 1 du statut du tribunal, connait des différends relatifs à la conservation et à la gestion des ressources biologiques marines, que les Parties conviennent de lui soumettre. La Chambre se compose de neuf membres. Le juge Ndiaye est élu président de la Chambre jusqu'au 30 septembre 2014. Il est aussi membre du Comité du Règlement et de la pratique judiciaire du Tribunal ainsi que du Comité de la Bibliothèque, des Archives et des Publications, dont il fut le président (2005-2008). Il a été réélu juge du Tribunal international du droit de la mer, à New York, en 2011 par 139 États-Parties sur 162.
Il a été intervenant à la conférence internationale commémorant le trentième anniversaire de l'ouverture à la signature de la Convention des Nations unies sur le droit de la mer, organisée par l'Organisation des Nations unies et le ministère sud-coréen des Affaires étrangères à Yeosu le 12 août 2012.
Membre de la Commission d'Éthique de l'Association des Fédérations Internationales d Athlétisme (IAAF) pour un mandat de quatre ans à compter du 1er janvier 2014.
Le 9 janvier 2016, il est nommé parrain de la première promotion du Master Professionnel "Droit et Gestion des Activités Maritimes" MASTER PROMER, (2015-2016) organise en double diplomation entre l'Université CAD de Dakar et l'Université SENGHOR d'Alexandrie avec l'appui de l'Université de Rouen, ULg (Liège) et l'Institut maritime du Québec. La Conférence inaugurale a porté sur "Les Enjeux et Défis du Droit de la Mer".
Professeur invité au Shanghai Ocean University (SHOU) en 2017 et 2018.
Professeur invité au Shanghai University of Political Science and Law (SHUPL) 2019 et 2020.
Le 26 avril 2018, il est nommé parrain de la Promotion 2016-2017 de Droit Sécurité des Activités Maritimes et Océaniques (DSAMO) du Centre TRAIMAR de Dakar.
Juge-Doyen du Tribunal international du Droit de la mer depuis le 1er octobre 2017 à Hambourg.
Juge au Tribunal Disciplinaire de l'IAAF depuis le 29 novembre 2017[Monaco], IAAF DISCIPLINARY TRIBUNAL,www.iaaf.org.  
Le 13 février 2019, il est invité par la Division de la codification du Bureau des affaires juridiques des Nations unies à contribuer à la Mediathèque de droit international des Nations unies.  
Le 13 novembre 2019, il est invité à assister au Dubai Leadership Summit et est nommé pour recevoir le diplôme de Docteur Honoris Causa en décembre 2019 par la London Graduate School et la Commonwealth University.  

## Distinctions
- Chevalier de l'ordre national du Lion, Sénégal (1995)
- Commandeur de l'ordre du Mérite, Sénégal (1998)
- Grand Officier de l'ordre national du Mérite (2017)
- Médaille d'honneur du travail du Conseil Sénégalais des Chargeurs (CODEC) (2018).

## Publications
- « L’accord international sur le droit international », in Revue de droit africain, 1982
- « Le fonds commun dans le cadre du programme intégré pour les produits de base », in Revue tunisienne de droit, 1982
- « Les "Falklouines" et le droit international », in Annales africaines, 1985
- « Le jus cogens », in Annales africaines, 1986
- Le président en exercice de l'OUA : éléments pour une théorie de l’institution à la lumière de l’expérience sénégalaise (coopération), 1988
- Intégration africaine : évolution institutionnelle, Espoir, 1991
- Matières premières et droit international, 1992
- Pour un développement endogène en Afrique (coopération), series of books published by the Council for the Development of Economic and Social Research in Africa, 1992
- (en) Disarmement and Security in Africa, Topical Paper no 12, ONU, 1992
- Des transitions démocratiques en Afrique, in Alternative démocratique dans le tiers monde, no 6, juillet-décembre 1992
- « La juridiction constitutionnelle introuvable : à propos de la nature du Conseil constitutionnel françaisl », in Revue tunisienne de droit, 1995, p. 200-234.
- (en) Provisional measures before the International Tribunal for the Law of Sea”, Current Marine Environmental Issues and the International Tribunal for the Law of Sea, Myron H. Nordquist and John Norton Moore (eds), 2001
- La recevabilité devant les juridictions internationales, Law of the Sea, Environmental Law and Settlement of Disputes: Liber Amicorum Judge Thomas A. Mensah, T.M. Ndiaye and R. Wolfrum (eds), Martinus Nijhoff Publishers 2007, p. 249-295.
- (en) « Proceedings on the Merits before the International Tribunal for the Law of the Sea », Indian Journal of International Law, vol. 48, no 2, April-June 2008, p. 169-187.
- La responsabilité des États pour dommages à l’environnement marin, International Law: New Actors, New Concepts – Some Problems, Liber Amicorum Božidar Bakotić, B. Vukas and T. Šošić (eds), Martinus Nijhoff Publishers 2008, p. 265-280.
- (en) The Advisory Function of the International Tribunal for the Law of the Sea, 9 Chinese JIL (2010), p. 565-587.(Publié par Oxford University Press)(Article cité par le gouvernement du Royaume-Uni dans son exposé oral présenté devant le Tribunal international du droit de la mer dans l'Affaire no 17 « Responsabilités et obligations des États qui patronnent des personnes et des entités dans le cadre d'activités menées dans la Zone. Demande d'avis consultatif soumise a la Chambre pour le Règlement des différends relatifs aux fonds marins », ITLOS/PV.2010/3/Rev.1 du 16 sept. 2010, lignes 30-32,note no 10, p. 24, et lignes 36-39, note no 48, p. 33).
- « Les procédures contentieuses devant le Tribunal international du droit de la mer » in Mélanges offerts a Daniel Vignes, Bruylant, 2009, p. 645-690.
- « Le juge et la délimitation maritime : mode d'emploi », Governing Ocean Resources, New Challenges and Emerging Regimes, A Tribute to Judge Choon-Ho Park, A Law of the Sea Institute Publication, Martinus Nijhoff Publishers, 2013, p. 139-161.
- « La pêche illicite, non déclarée et non règlementée en Afrique de l'Ouest », in L'Afrique et le Droit International. Variations sur l'Organisation internationale, (Africa and International Law, Reflections On The International Organization), en l'honneur de Raymond Ranjeva, Liber Amicorum, Ed. A.Pedone 2013, p. 233-264.
- (en) « Illegal, Unreported and Unregulated Fishing:Responses in General and in West Africa », Chinesejil Advance Access, publié par Oxford University Press le 27 avril 2011, doi:10.1093/chinesejil/jmr012
- « Les droits de l'homme aujourd'hui » in Mélanges offerts au juge B. Vukas, 2013.pp.574-582.
- « La non-comparution devant le Tribunal international du droit de la mer », Liber Amicorum G. Eiriksson, 2014.pp.143-163.
- “Non-Appearance Before The International Tribunal For The Law Of The Sea”, Indian Journal of International Law, vol. 53, No.4, (2013) p. 545-564.
- “Les avis consultatifs du Tribunal international du droit de Ia mer”, in, Law of the Sea, From Grotius to the International Tribunal for the Law of the Sea, Liber Amicorum Judge Hugo .Caminos, BRILL NIJHOFF, Leiden/Boston, 2015,Chap.36, p. 622-653..
- “Défis et Perspectives du Nouveau Droit de la Mer”,Revue Droit Maritime Africain,No 01,Avril/Juin 2016,pp.11-45
- “La Peche illicite, non declaree et non reglementee en Afrique de l' Ouest”,Revue Droit Maritime Africain,No 02,Juillet/Decembre 2016,pp.13-32
- “Challenges and Prospects of the New Law of the Sea”,State Practice and International Law Journal(SPILJ),Vol.3,2016,pp.1-40.
- ECRITS DE DROIT(Writings of Law),Dakar Editions Feu de Brousse,2017,1300p.
- “Les Droits de l'Homme et la Mer”,Table Ronde Conclusive du Colloque Annuel de la Fondation Rene CASSIN(Institut International des Droits de l'Homme),Faculte de Droit,Universite du Mans(France),24 25 mai 2018.
- “Admissibility before the International Courts and Tribunals”,Journal of Law and Judicial System,volume 1,Issue 2,2018,pp.21-47.
- “The International Protection of the Marine Environment”,State Practice and International Law Journal(SPILJ),2017,Vol.4,pp.15-40.
- “The International Courts and Tribunals, the Protection and Preservation of the Marine Environment”,Journal of Law and Judicial System [JLJS] ,Vol.I, Issue 3, 2018, pp.21-44.
- “Proceedings Before The International Tribunal for the Law of the Sea”,Journal of Law and Judicial System,[JLJS],,Vol.I,,Issue 3,,2018, ,pp.46-81,,ISSN 2637-5893(Online).
- E-BOOK,Tafsir Malick NDIAYE,EGRITS DE DROIT,[WRITINGS OF LAW],Tomes I & II,Dakar,Ed.Feu de brousse 2019,1920 pages.
- "Prospects of Evolution of the Law of the Sea,Environmental Law and the Practice of ITLOS,New Challenges and Emerging Regimes" Essays in Honour of Judge Vicente MAROTTA RANGEL, Tafsir Malick NDIAYE and Rodrigo MORE(Editors),Sao Paulo(BRAZIL)Sag Editoracao,2018,367p.
- “NDIAYE,T.M.(2019),Human Rights at Sea and the Law of the Sea.Beijing Law Review;10,261-277.  https://doi.org/10.4236/blr.2019.102016
- “The Maritime Delimitation:Principles and Configurations”,Journal of Law and Judicial System,[JLJS],Volume 2,Issue 2,2019,pp.1-22.
- “NDIAYE,T.M.(2019),Urgent Proceedings before the International Courts and Tribunal,Beijing Law Review,10,839-868.  https://doi.org/10.4236/blr.2019.104046
- .”Les Procedures d'Urgences devant les Juridictions internationales”,in Melanges offerts au Professeur Pape Demba SY,2020,40p.
- .E-BOOK,Tafsir Malick NDIAYE, ECRITS DE DROIT [WRITINGS OF LAW],Tome I & II, Dakar, Ed.Feu de brousse, 2020, 2164 pages.  Tome I: http://tmndiaye.com/wp-content/uploads/2017/01/Tafsir-Malick-Ndiaye-Ecrits-de-Droit-Tome-I.pdf  Tome II: http://tmndiaye.com/wp-content/uploads/2017/01/Tafsir-Malick-Ndiaye-Ecrits-de-Droit-Tome-II.pdf
- “Le Juge international et la protection de l'environnement marin”,RADE [Revue Africaine de Droit de l'Environnement/African Journal of Environmental Law],No 4;2019;pp.134-166.
- "New World Challenges" - JLJS (Journal of Law & Judicial System) - Volume 3, Issue 2, 2020 PP 15-34. ISSN 2637-5893 (Online)